# Tarazjusz (patriarcha Konstantynopola)
Tarazjusz (ur. ok. 730, zm. 25 lutego 806) – duchowny bizantyjski, patriarcha Konstantynopola w latach 784–806.

## Życiorys
Tarazjusz był sekretarzem i bliskim współpracownikiem cesarzowej Ireny, dzięki której został wybrany na patriarchę Konstantynopola po rezygnacji Pawła IV. Wybór Tarazjusza został zaakceptowany przez papieża Hadriana I.
Tarazjusz przewodniczył obradom soboru nicejskiego II w 787 r., na którym debatowano w sprawie kultu ikon. Sobór miał być krokiem do odbudowania między chrześcijaństwem wschodnim i zachodnim dobrych kontaktów, nadszarpniętych przez poprzednich cesarzy, którzy zaciekle walczyli z kultem świętych obrazów. 
Tarazjusz, mimo iż wiódł surowe, ascetyczne życie, był krytykowany przez przeciwników za tolerowanie we własnym otoczeniu świętokupstwa, a także za brak reakcji na rozwód młodego cesarza Konstantyna VI (schizma moechiańska), który był synem cesarzowej Ireny. Pod naciskiem Teodora Studyty Tarazjusz ekskomunikował kapłana, który udzielił rozwodu cesarzowi Konstantynowi VI.
Gdy w 802 r. Nicefor I Genik zdetronizował Irenę, Tarazjusz koronował go na nowego władcę Bizancjum.

## Kult
Wspomnienie św. Tarazjusza przypada 18 lutego.